# Zgornje Loke
Zgornje Loke – wieś w Słowenii, w gminie Lukovica. W 2018 roku liczyła 100 mieszkańców.